# Peșteră

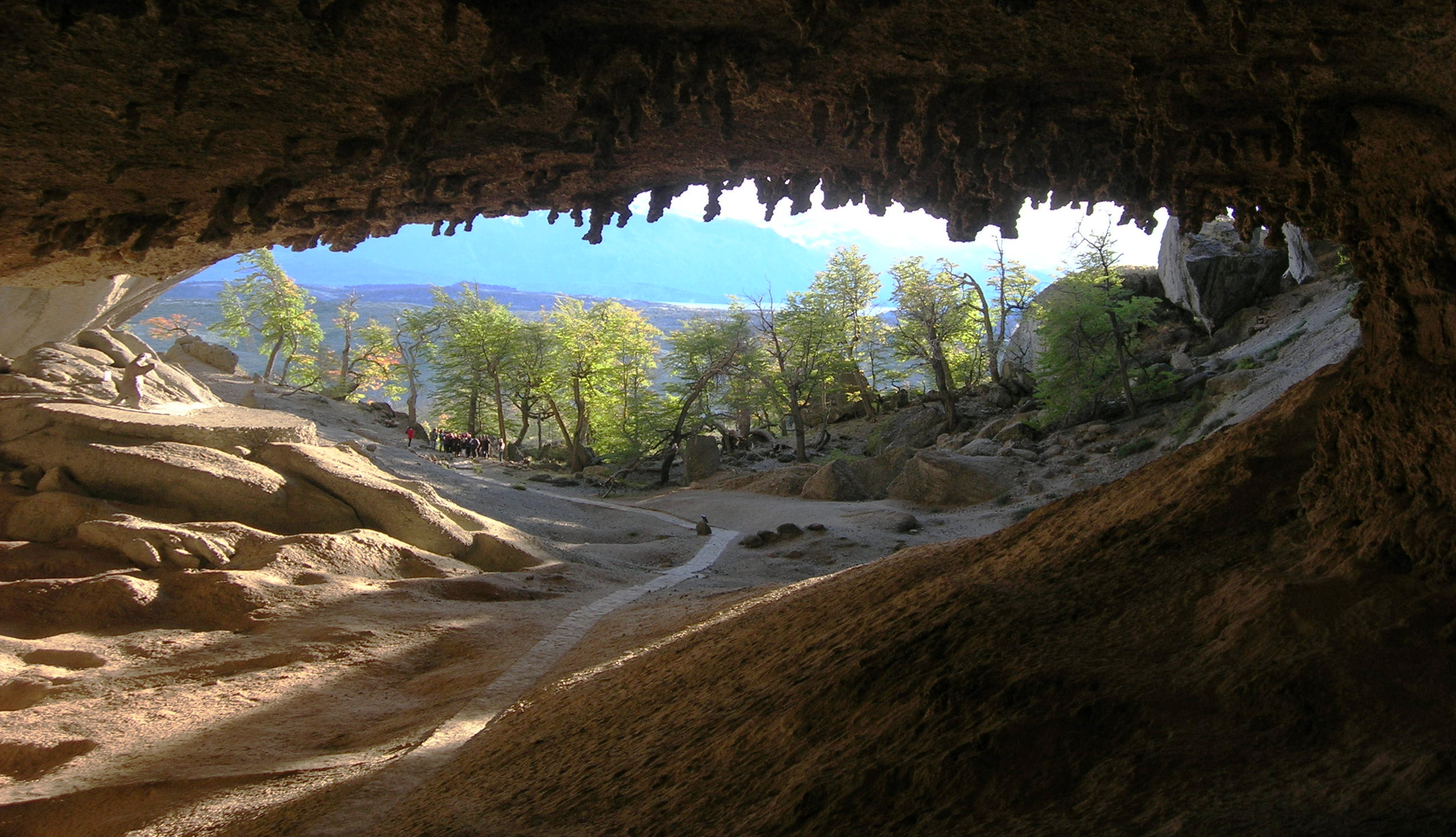
Intrarea peșterii Milodon, Chile.

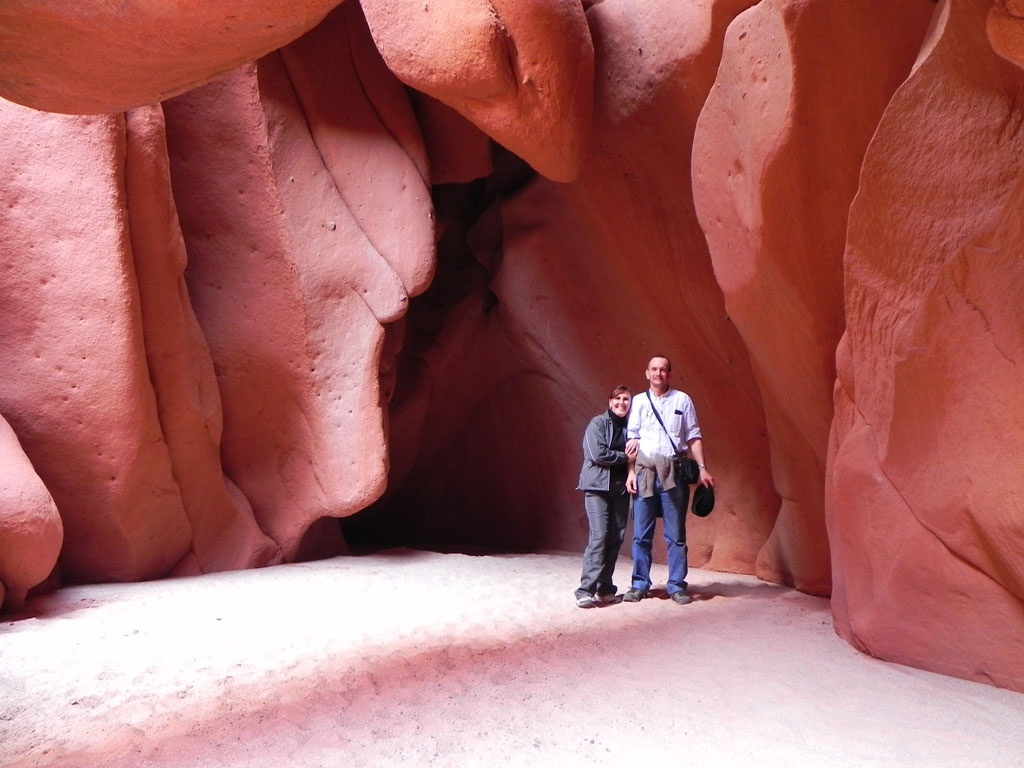
Peșteră Acsibi, Argentina.

Prin peșteră se înțelege orice cavitate subterană naturală cu ieșire la suprafață aflată în scoarța Pământului. Este vorba de goluri naturale, căci omul sapă mine, galerii, puțuri, tunele, dar nu peșteri. În același sens cu „peștera" se folosesc de multe ori cuvintele „cavernă" și „grotă". Unele peșteri păstrează urme de viețuire ale omului preistoric.
Formarea peșterilor a început de când pe Pământ a căzut prima picătură de ploaie. Este nevoie de mii de ani pentru ca ploaia să poată săpa o peșteră așa cum sunt cele care pot fi văzute astăzi.
O curiozitate este faptul că suprafața unei peșteri nu intră în calculul suprafeței zonei în care se află. Este pur și simplu neglijată. O singură cutumă veche prevede că suprafața terenului de la gura peșterii continuă în subteran până când nu se mai vede lumina soarelui. Aceasta dă drept proprietarului terenului de la intrare să folosească suprafața abriurilor sau zona vestibulară a peșterii. În Munții Apuseni abriurile și primele săli de peșteră aflate în apropierea caselor sunt amenajate ca grajduri sau depozite. În alte locuri au fost construite case, mănăstiri sau castele.

## Tipuri

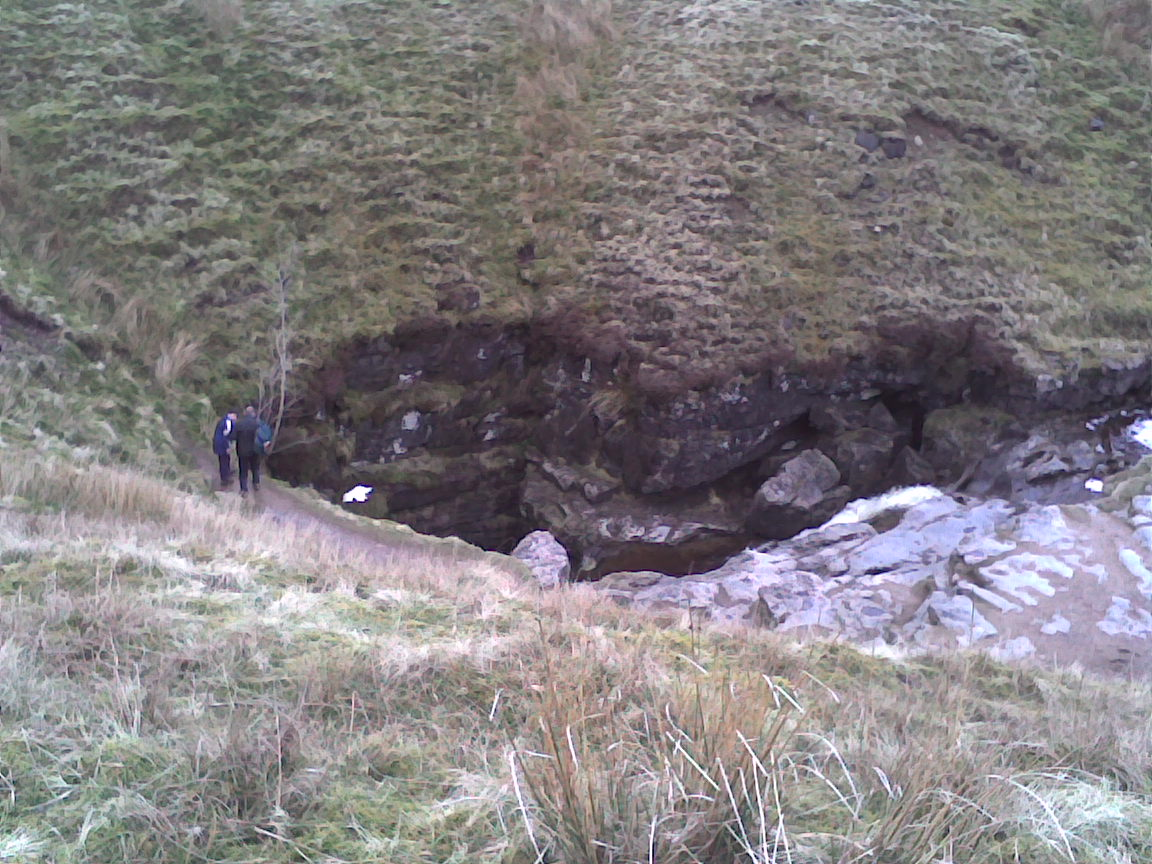
Intrare in avenul Gaping Gill.

În funcție de înclinarea galeriilor avem: peșteră - unde majoritatea galeriilor sunt orizontale sau cu înclinație mică, aven - în care majoritatea galeriilor sunt verticale sau puternic înclinate, peștera-aven -  care începe cu galerii orizontale ca apoi să se dezvolte mai mult pe verticală și avenul-peștera - cu goluri care încep pe verticală ca apoi dezvoltarea dominantă să fie pe orizontală.

## Elemente componente
O peșteră este constituită dintr-o succesiune de goluri de forme și mărimi variabile ce pot fi reduse la câteva tipuri elementare, ținându-se seama de înclinarea și de volumul lor. Elementele de baza ale unei peșteri sunt:
Gura peșterii poate fi de foarte multe feluri. Pot fi catalogate după mărime, după locul unde se află în raport cu peretele de stâncă, dacă intră sau iese apă prin ele ....
Galeriile sunt golurile care alcătuiesc cea mai mare parte a peșterii, și au lungimea mult mai mare ca lățimea. Ele se împart în zeci de feluri după mărimi, secțiuni, înclinație, mod de formare, cu sau fără apă....
Sălile sunt golurile unde lungimea și lățimea sunt apropiate ca valoare. Ca și galeriile se împart în multe categorii după aceleași criterii.
Puțurile sunt golurile puternic înclinate sau verticale care se deschid din podeaua peșterii.
Hornurile sunt galerii verticale care pleacă din tavanul galeriilor.
Sifoanele sunt galerii de peșteră total inundate cu apă.
Speleotemele sunt "umplutura" din peșteri formată fie din rămășițele de stâncă încă nedizolvate, fie din depuneri. Ele vor forma un capitol separat. 

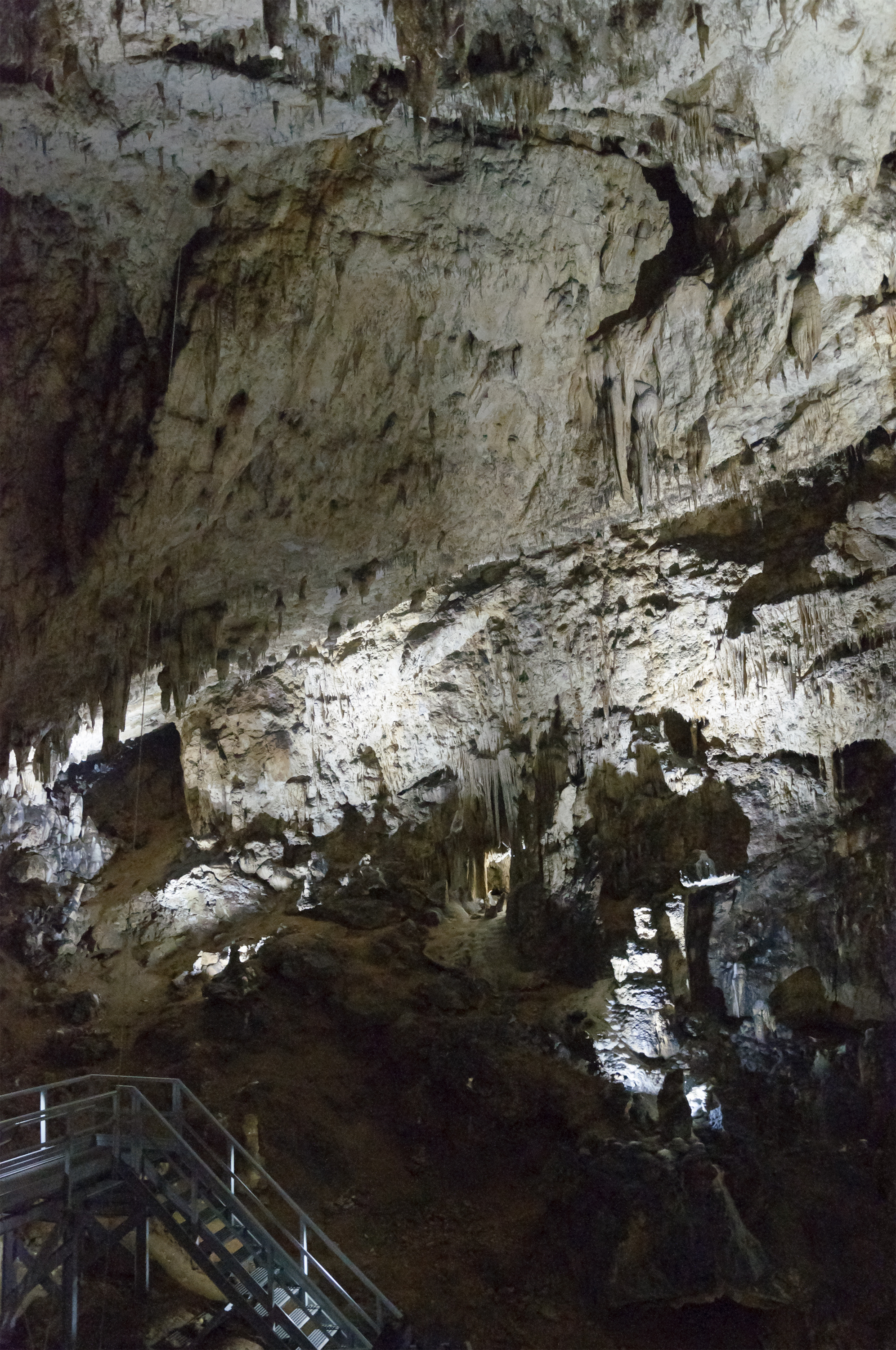
Sală în peștera Valea Cetății
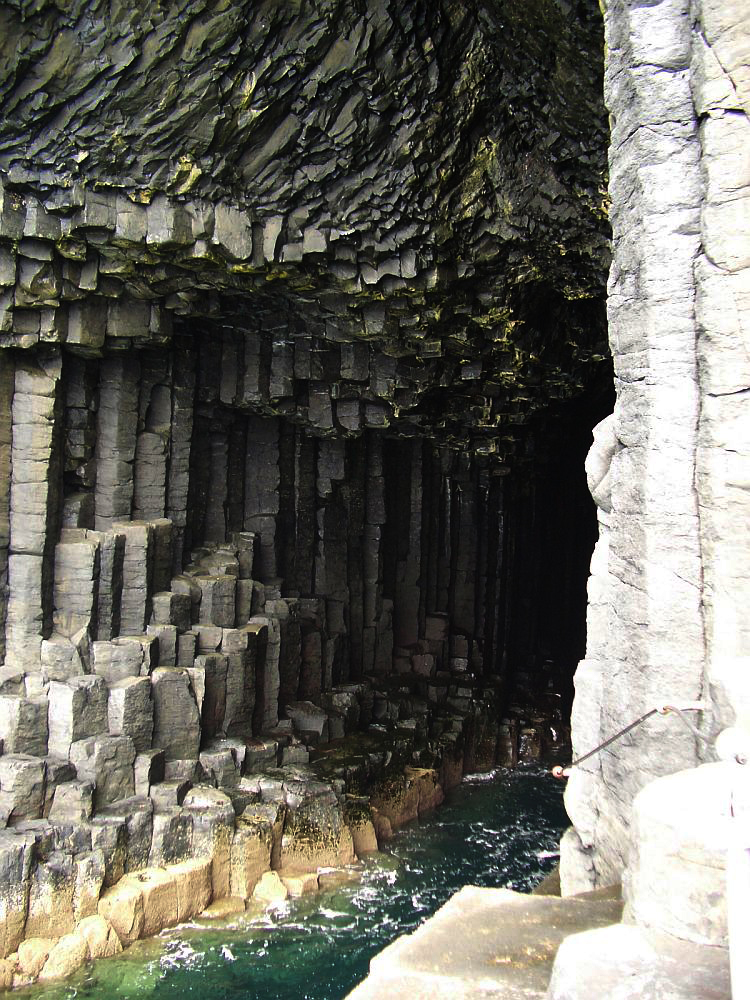
Galerie
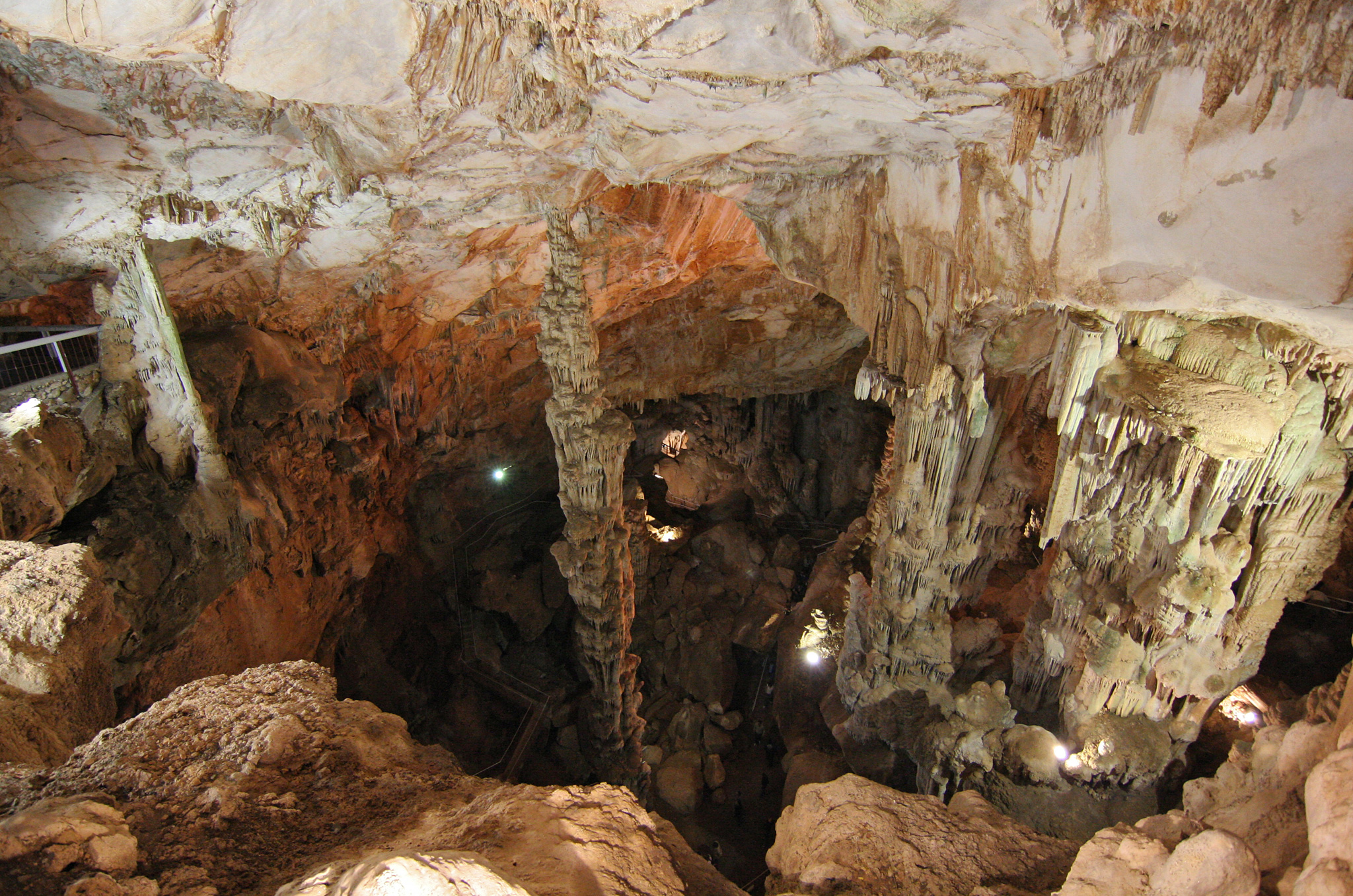
Puț în peștera Ispinigoli
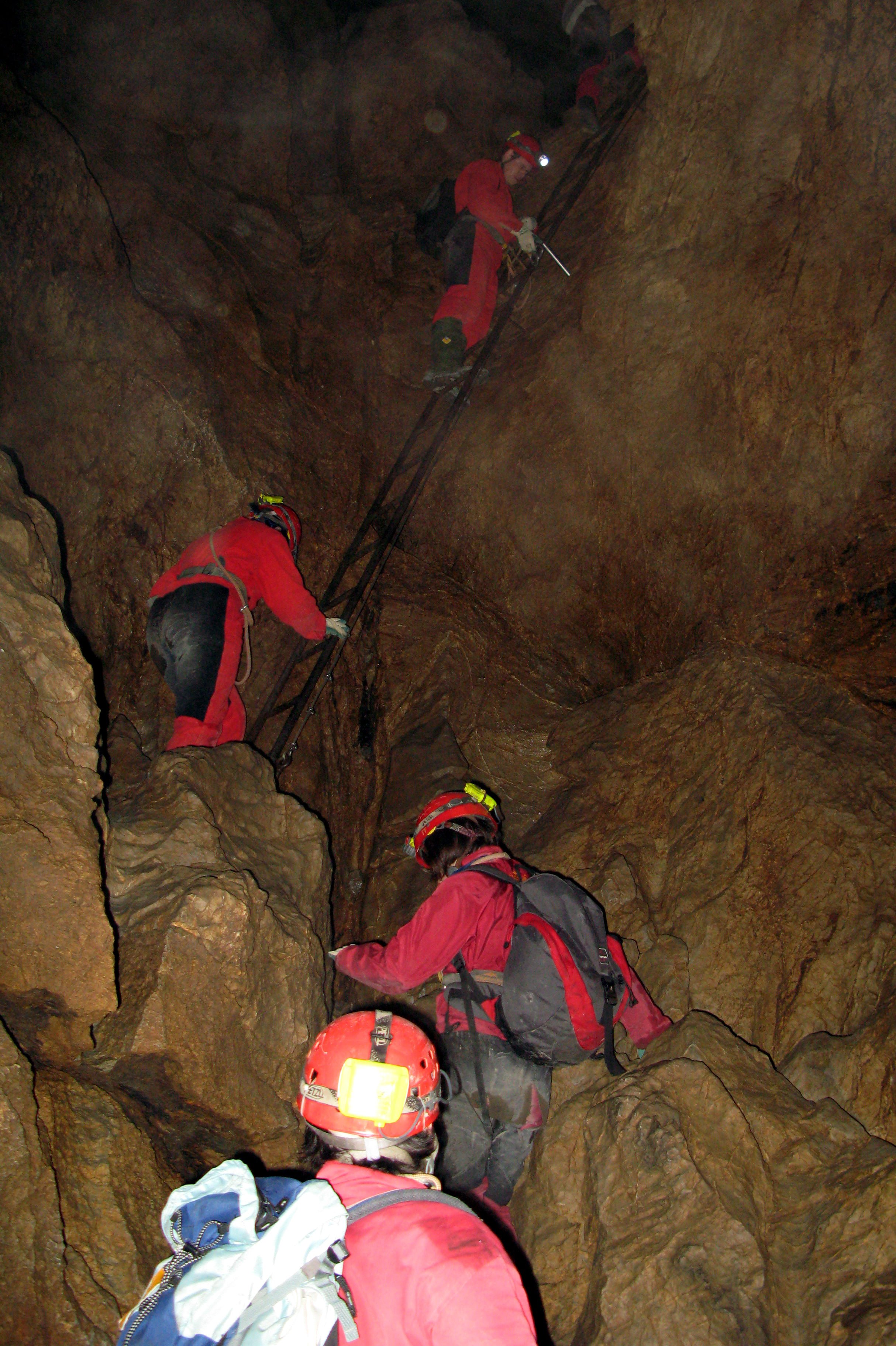
Horn

## Clasificarea peșterilor

### Peșterile primare
Peșterile primare sunt goluri în scoarță, formate ca atare odată cu roca ce o adăpostește. Pot fi întâlnite în roci vulcanice și în calcare.

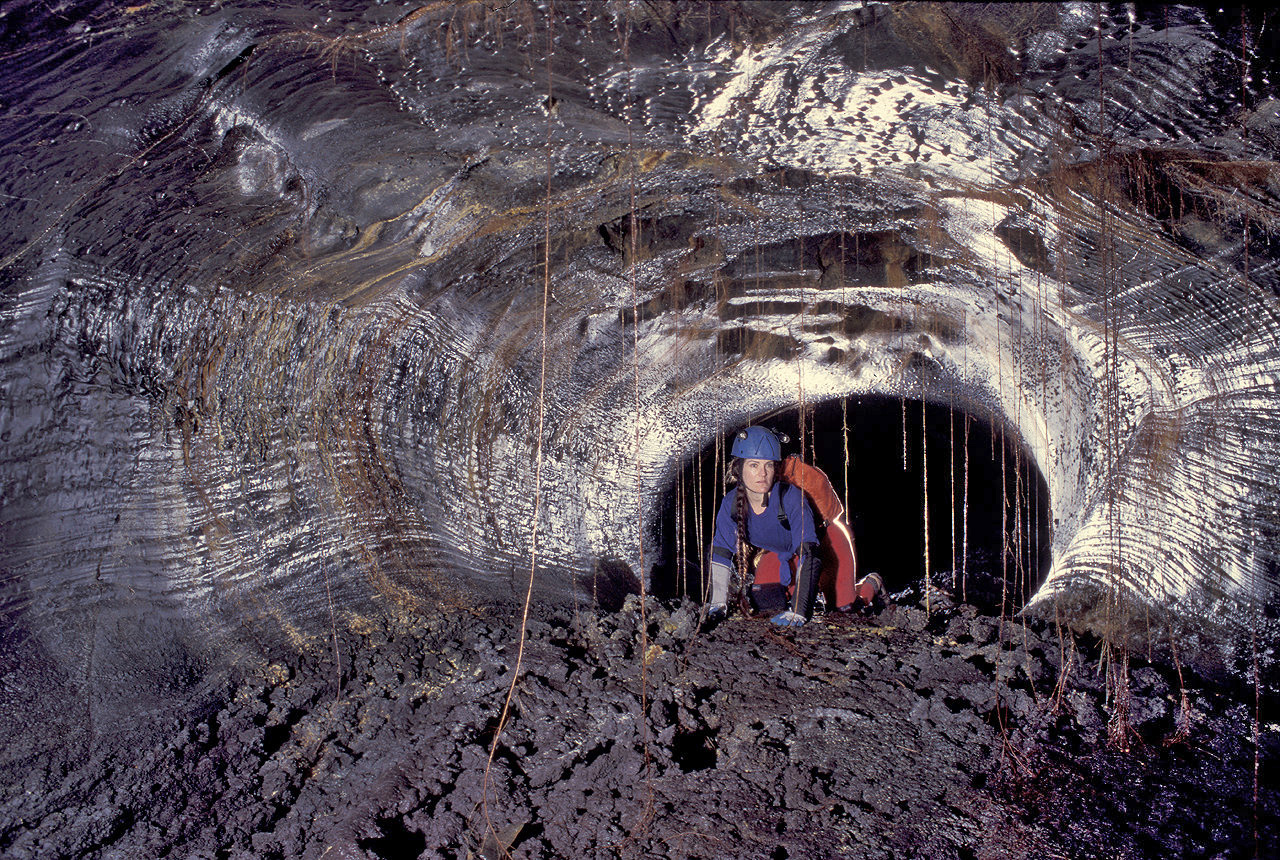
Tub de lava

#### Peșterile în roci vulcanice
1 Peșterile-geode. În rocile vulcanice, în timpul consolidării topiturilor ce iau naștere în scoarță, se formează bule gigantice de gaze sub presiune.
1. Peșterile de contracție. Tot în roci vulcanice pot lua naștere goluri prin contractarea magmelor în curs de răcire ce lasă spații goale.

2 Tuburile de lavă. O altă modalitate de formare a golurilor în roci vulcanice o oferă curgerea lavelor. Dacă aportul de lavă fluidă încetează, locul prin care a curs rămâne liber, ca un gol.

#### Peșterile în calcare
1. Peșterile recifale iau naștere în calcare recifale, golurile fiind determinate de creșterea inegală a recifului.
2. Peșterile în tufuri calcaroase iau naștere în depunerile masive de tufuri calcaroase sau travertinuri, prin faptul că acestea pot forma cascade de calcar în spatele cărora rămân spații libere.

### Peșterile secundare
Peșterile secundare sunt peșterile formate mult timp după rocile ce le adăpostesc.

#### Peșterile generate de deplasarea rocilor
Deplasarea maselor de roci poate avea loc din diferite motive, ca de exemplu gravitația sau mișcările tectonice.
1. Peșterile de prăbușire. Cea mai simplă deplasare a maselor de roci este prăbușirea blocurilor de stâncă. Prin îngrămădirea lor unele peste altele rămân spații cu aspect de peșteri.
2. Peșterile de tracțiune gravitațională iau naștere în masivele de roci dure, compacte, terminate cu un perete vertical în lungul acestuia se formează, paralel cu el, datorită atracției gravitaționale exercitate de gol, crăpături ce pot fi uneori foarte lungi.
3. Peșterile de tracțiune tectonică sunt crăpături formate adânc în interiorul Pământului, în timpul marilor convulsii prin care a trecut scoarța.

#### Peșterile de eroziune
Peșterile de eroziune pot apărea în orice fel de rocă, fiind de mai multe feluri, după agentul generator.
1. Peșterile de evorsiune iau naștere în versanții râurilor, acolo unde apa face vârtejuri puternice, bătând malul.
2. Peșterile de abraziune se datoresc bătăii valurilor marine în tărm, proces denumit abraziune.
3. Peșterile de coraziune sunt numite astfel după acțiunea de eroziune a vântului, denumită și coraziune.
4. Peșterile de lesivare se datoresc acțiunii de spălare a apei (lesivare = spălare).

### Peșterile carstice
Denumite și peșteri de dizolvare, peșteri de coroziune, ele necesită existența unor roci solubile și a unui solvent, apa. În scoarța Pământului sunt puține roci solubile capabile să dea naștere la peșteri: sarea, gipsul, calcarul și dolomitul.
- Sarea fiind extrem de solubilă, în ea nu se pot forma peșteri de mari dimensiuni, căci apa, dizolvând rapid pereții, mărește golul până ce sunt depășite condițiile de echilibru și tavanul se prăbușește. Se cunosc totuși câteva peșteri în sare, ca de exemplu peșterile de la Meledic (jud. Buzău), unde se află una din cele mai lungi peșteri în sare din lume, de 1054 m.

- Gipsul e, ca și sarea, foarte solubil. Se cunosc rețele subterane foarte extinse, cum ar fi peștera Optimisticeskaia, din Ucraina, un labirint de 142 km de galerii strâmte.

- Dolomitul reacționează în mod asemănător cu calcarul la dizolvare.

- Calcarul poate forma masive întregi sau poate apărea ca ciment al rocilor detritice. În cazul din urmă, prin dizolvarea cimentului calcaros al unor gresii sau conglomerate se desprind blocuri și astfel se creează și se poate mări un gol de peșteră. Peșteri în conglomerate se găsesc, de exemplu, în Bucegi, în circurile Văii Albe sau în valea Galbenele, dar ele sunt de mici dimensiuni. În schimb, în Franța, peștera Saint-Pierre, săpată în gresii cu ciment calcaros, are 200 km lungime, galerii ce depășesc 20 m lățime, un râu subteran și foarte frumoase concrețiuni excentrice.

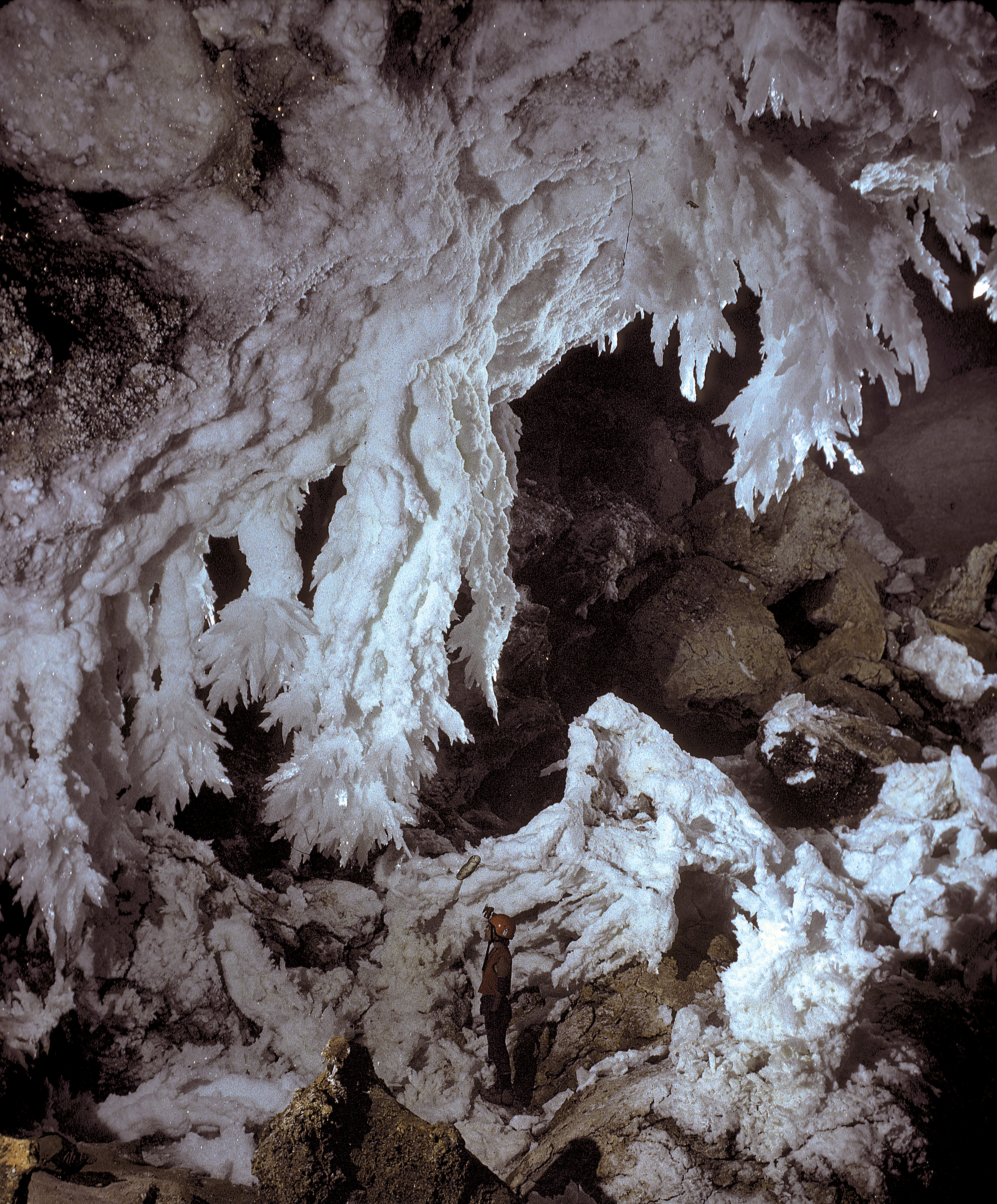
Candelabrul de gips in Lechuguilla Cave
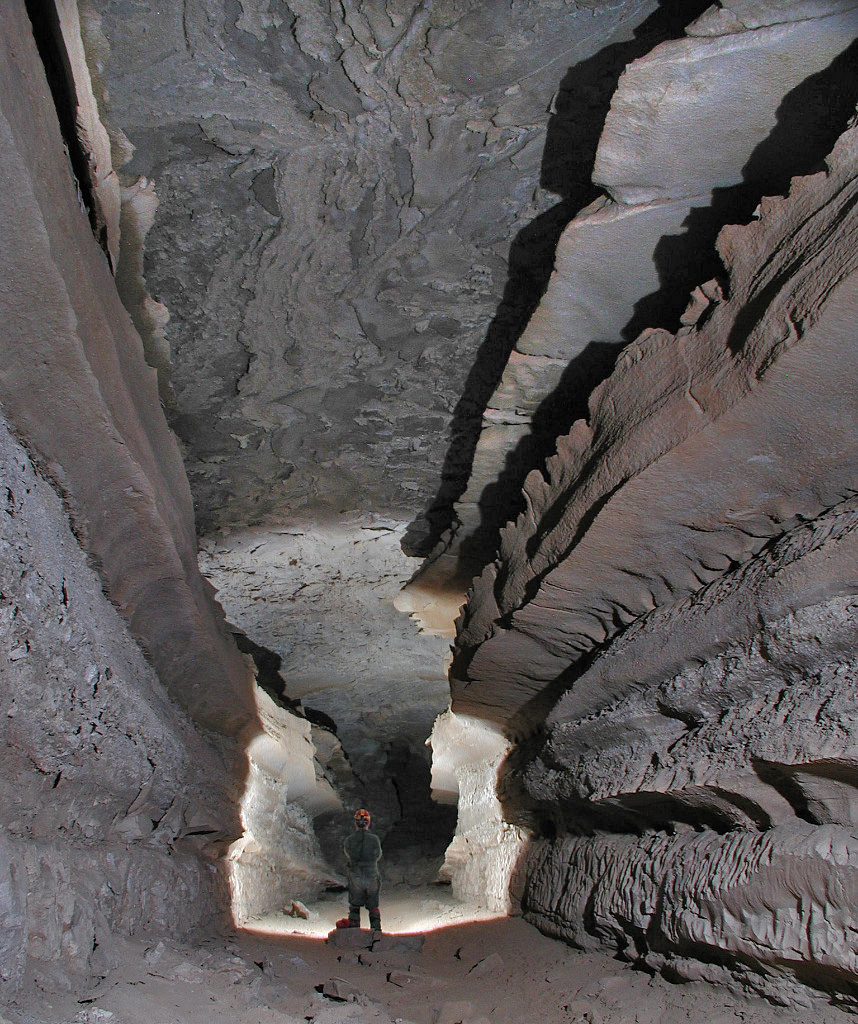
Canion dizolvat în calcar Mammoth Cave

La urmă au rămas de menționat peșterile născute prin dizolvarea calcarului masiv. Acestea sunt peșterile cele mai adânci, cele mai lungi și cele mai numeroase, astfel ca s-ar putea spune că ele sunt adevăratele peșteri.
Deoarece ele sunt rezultatul acțiunii apei asupra calcarului, cea mai simplă clasificare se poate face după apa generatoare. În acest sens se deosebește o grupă de:

#### Peșteri de infiltrație
Peșterile de infiltrație se nasc prin coroziunea determinată de apa ce pătrunde discret în calcar, prin puncte infime. Este vorba de apa de ploaie sau de apele din topirea zăpezii capabile să formeze doar peșteri mici.
Dacă această apă este supusă înghețului și dezghețului, ea va mări golul, dând naștere la o peșteră criogenă sau peșteră cutanată, adică superficială.
Dacă însă apa pătrunsă în subteran stabilește un circuit continuu de curgere, chiar și a unei ape de debit redus, rezultă o peșteră de tip vados.
Dacă apa va forma un strat acvifer ce umple toate fisurile, diaclazele și fețele de stratificație constituind un sistem complex, ia naștere o rețea subterană labirintică, adică o 
peșteră freatică.  De cele mai multe ori peșterile sunt complexe, formate din segmente de diferite tipuri, fapt pentru care ar trebui diferențiată și o categorie de peșteri cu caracter mixt.

## Speleoteme
- Formele de coroziune: lingurițe, marmite ascendente, septe...
- Formele de eroziune: excavațiile,  marmitele, nișele, nivelele de eroziune...
- Formele de incaziune: clopotele de prăbușire, podurile, arcurile, oglinzile de fricțiune...
- Formele de depunere, speleoteme

1. Formațiunile de picurare: stalactitele, stalagmitele, coloanele, perlele lustruite
2. Formațiunile de prelingere gravitațională: valurile, draperiile parietale, planșeele, gururile
3. Formațiunile de prelingere capilară: speleotemele coraloide, discurile
4. Formațiunile de bazin: macrocristalele, perlele de bazin
5. Speleotemele necalcitiee: montmilchul, aragonitice, sulfați, limonitice, fosfatice, de sare, de gheață

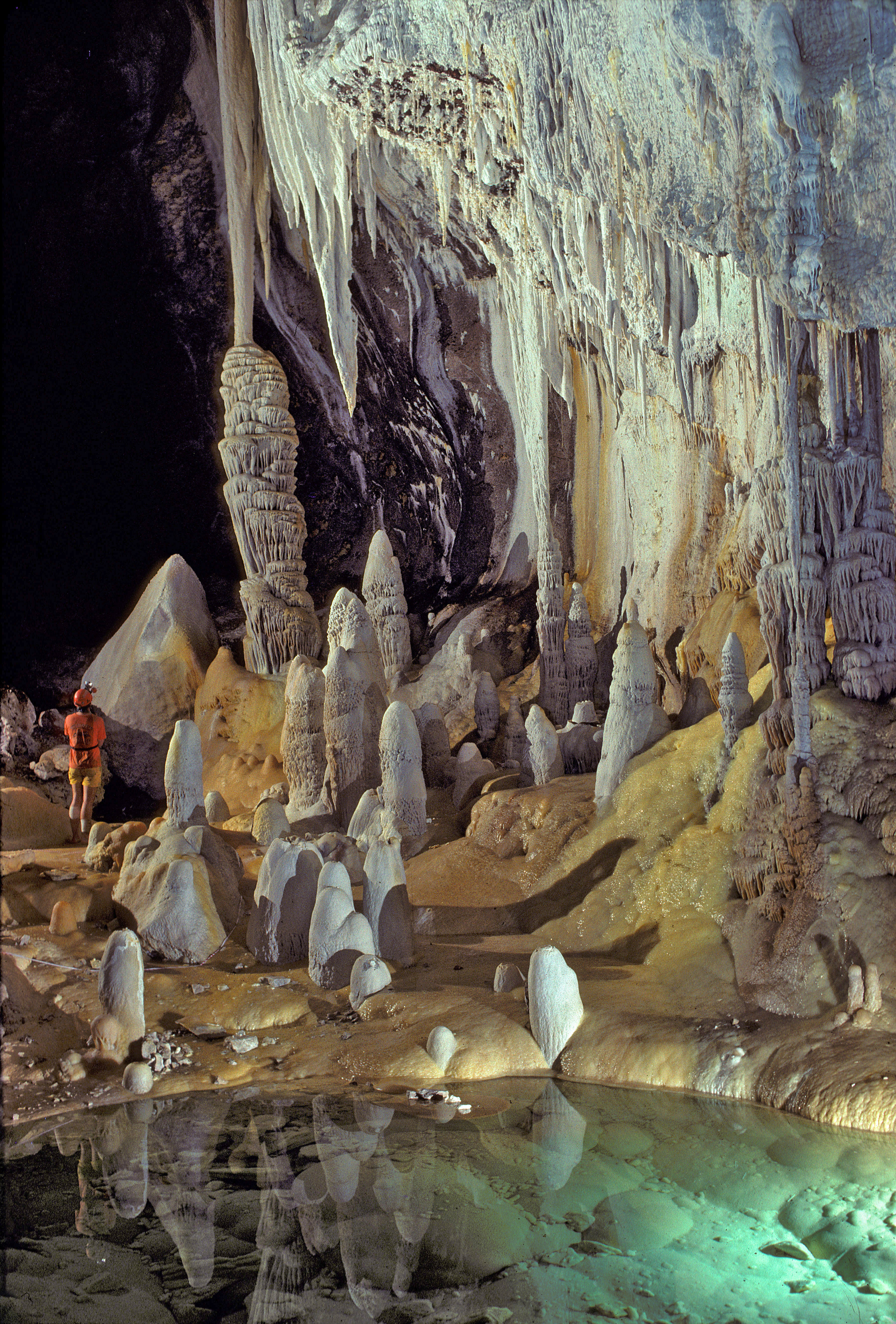
Speleoteme

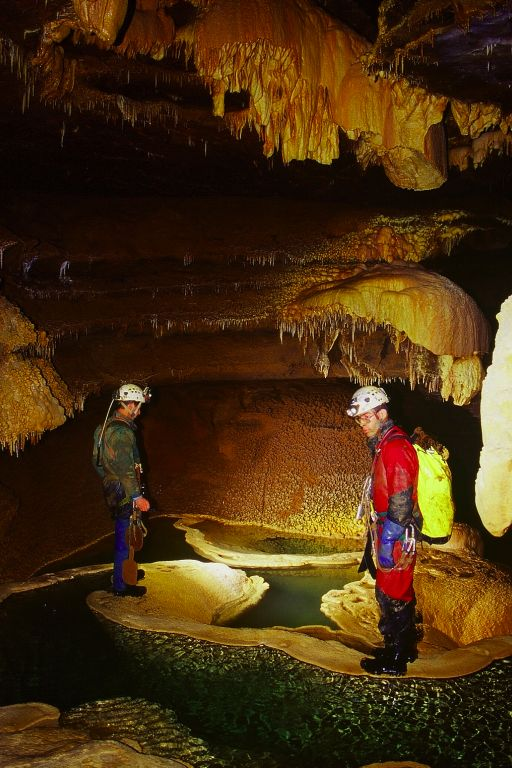
Gururi.
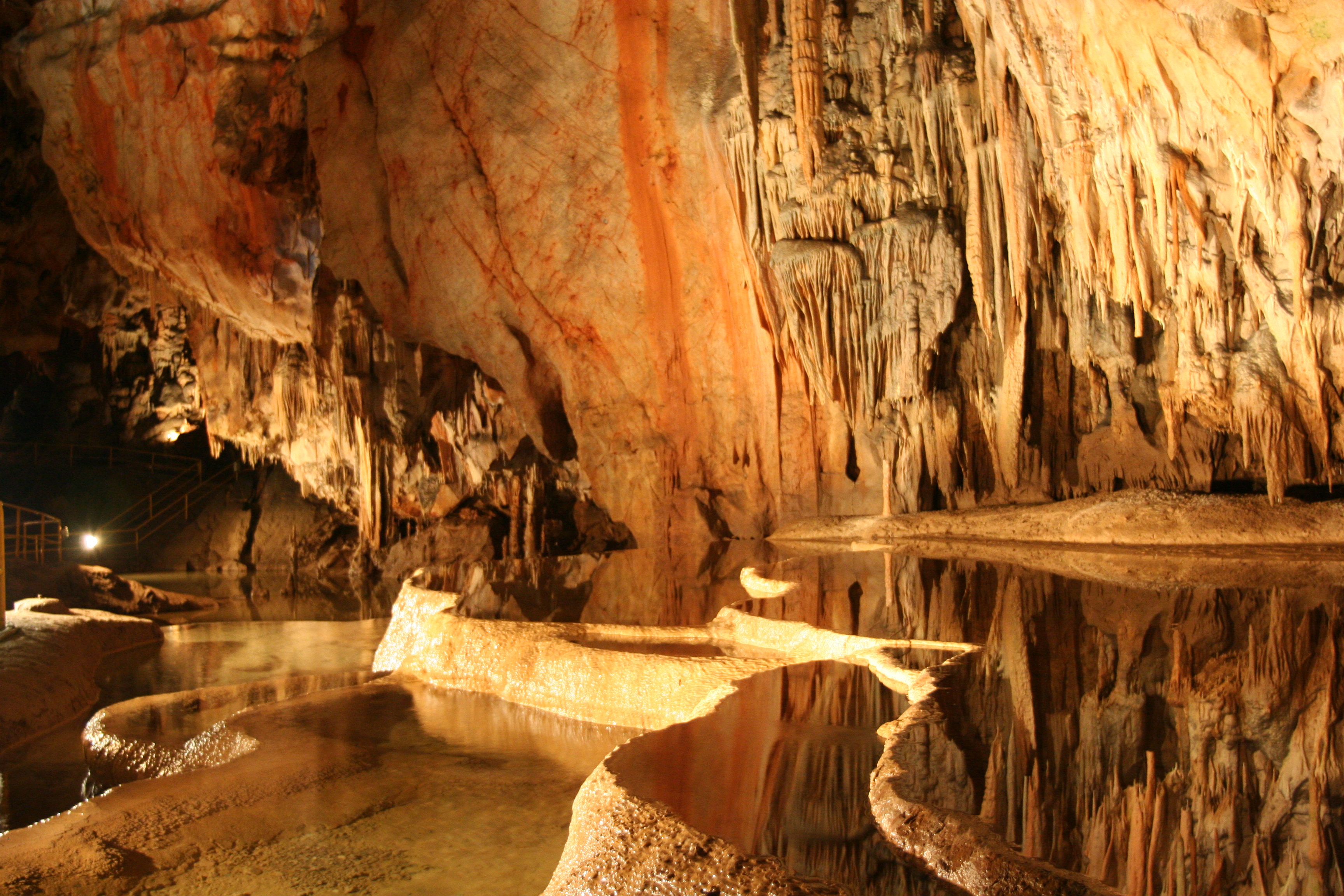
Gururi, Domica Cave
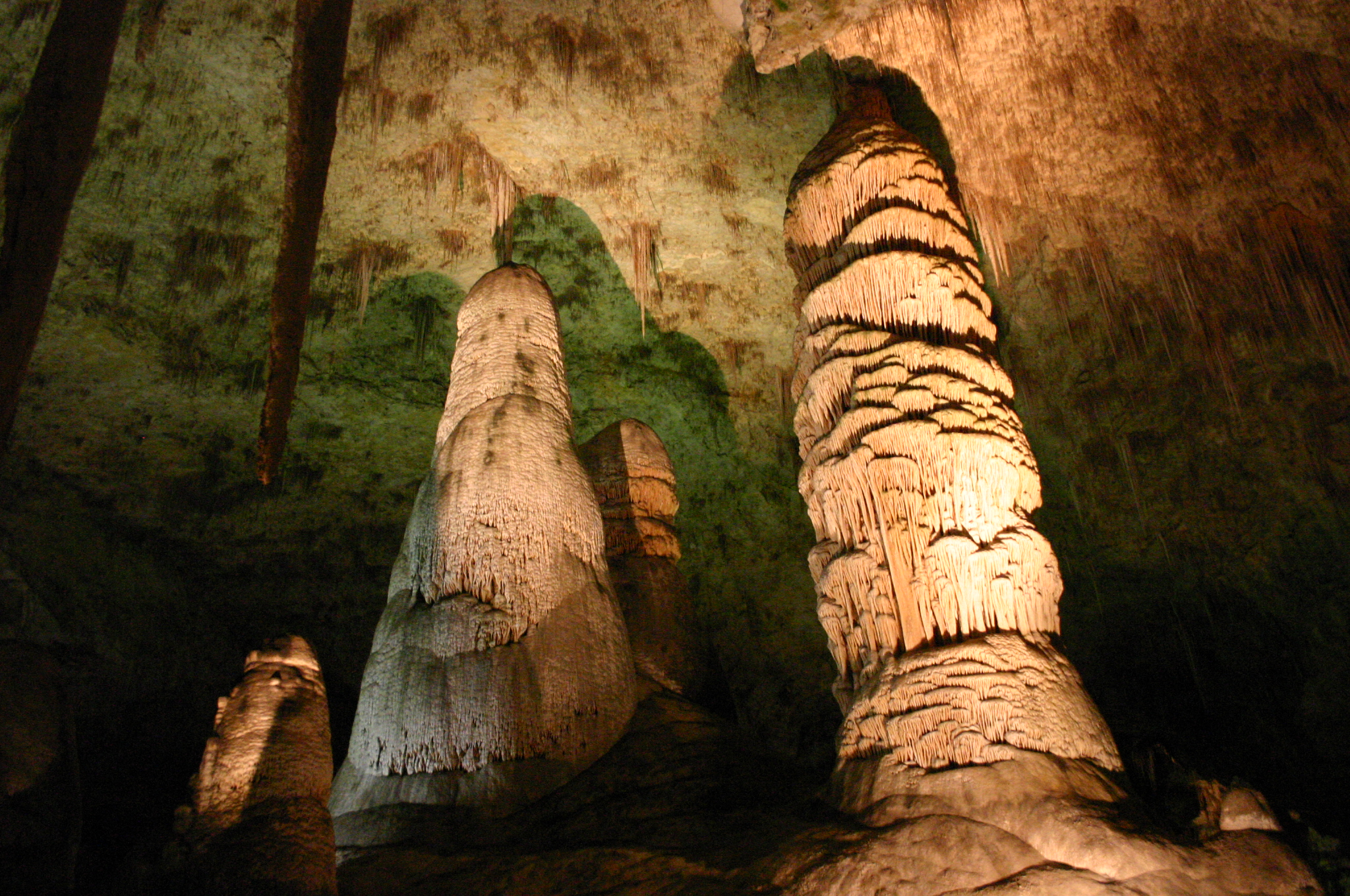
Stalagmite
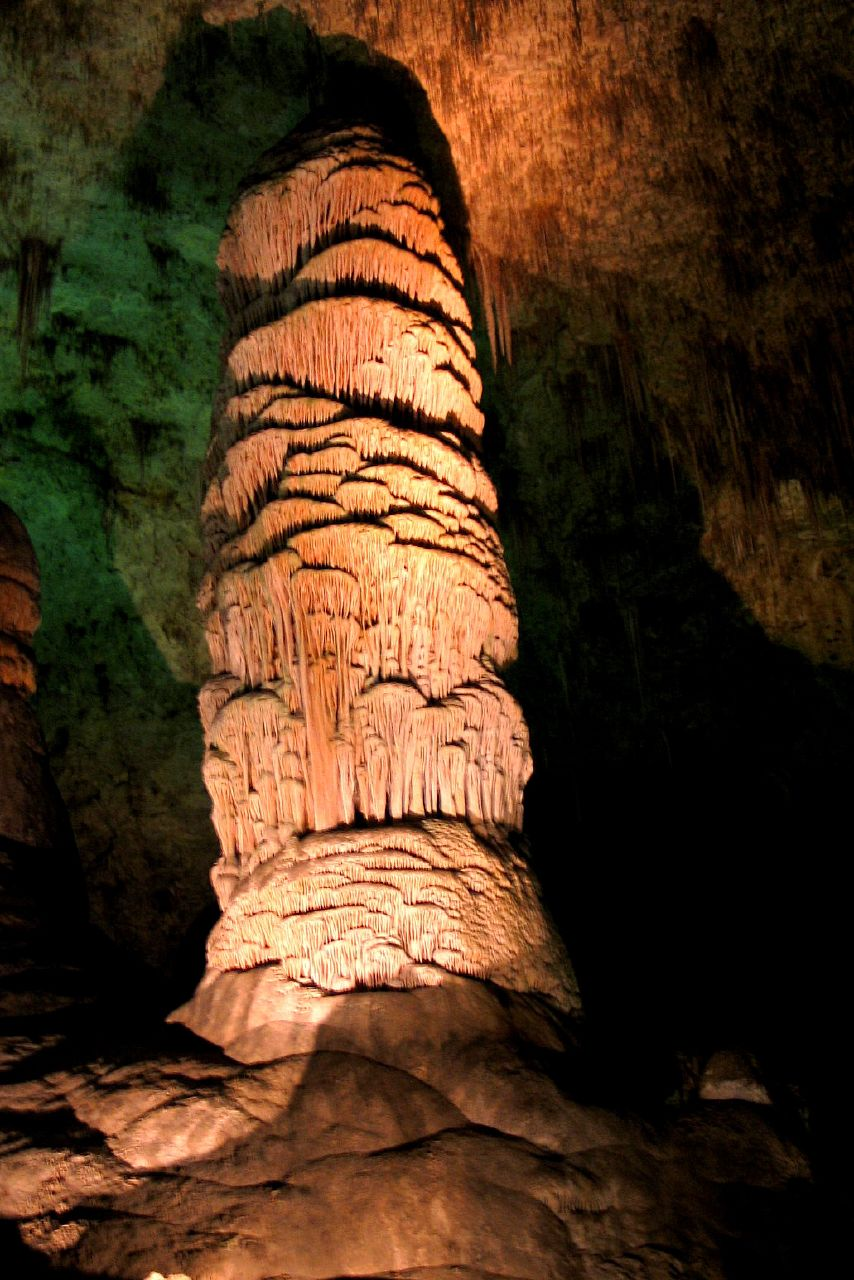
Coloana
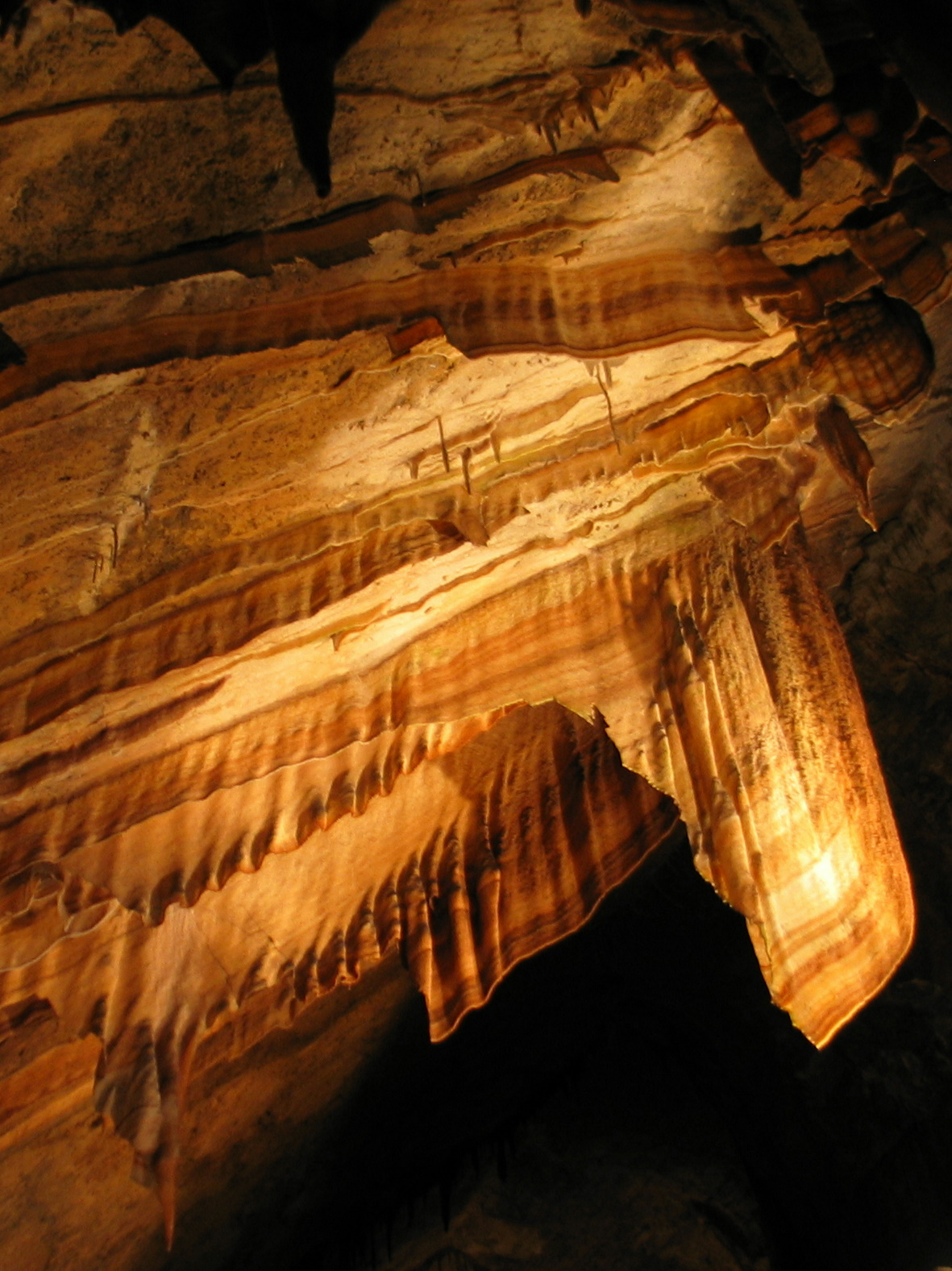
Draperie in Gunns Plains Cave, Tasmania, Australia
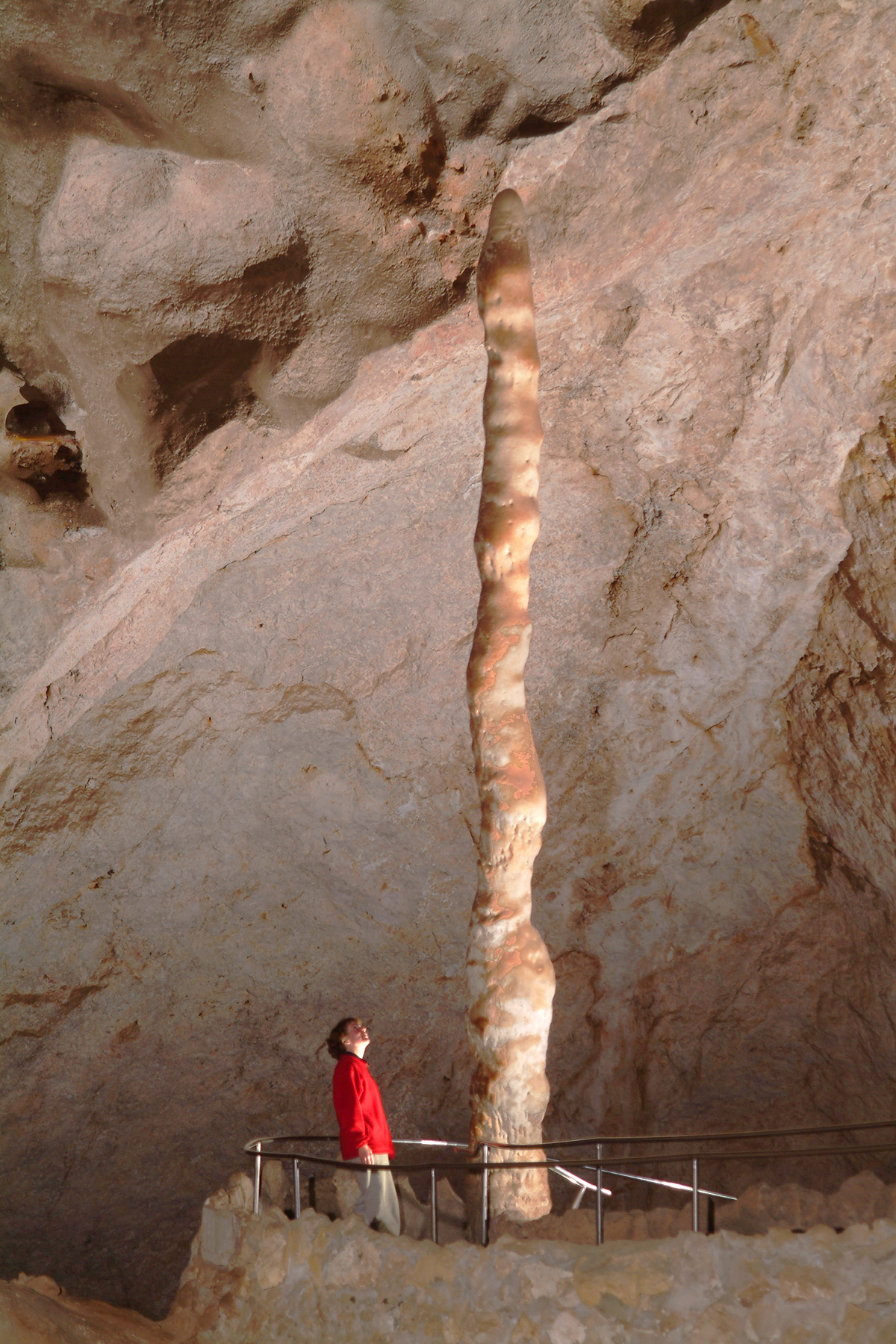
Stalagmita lumânare
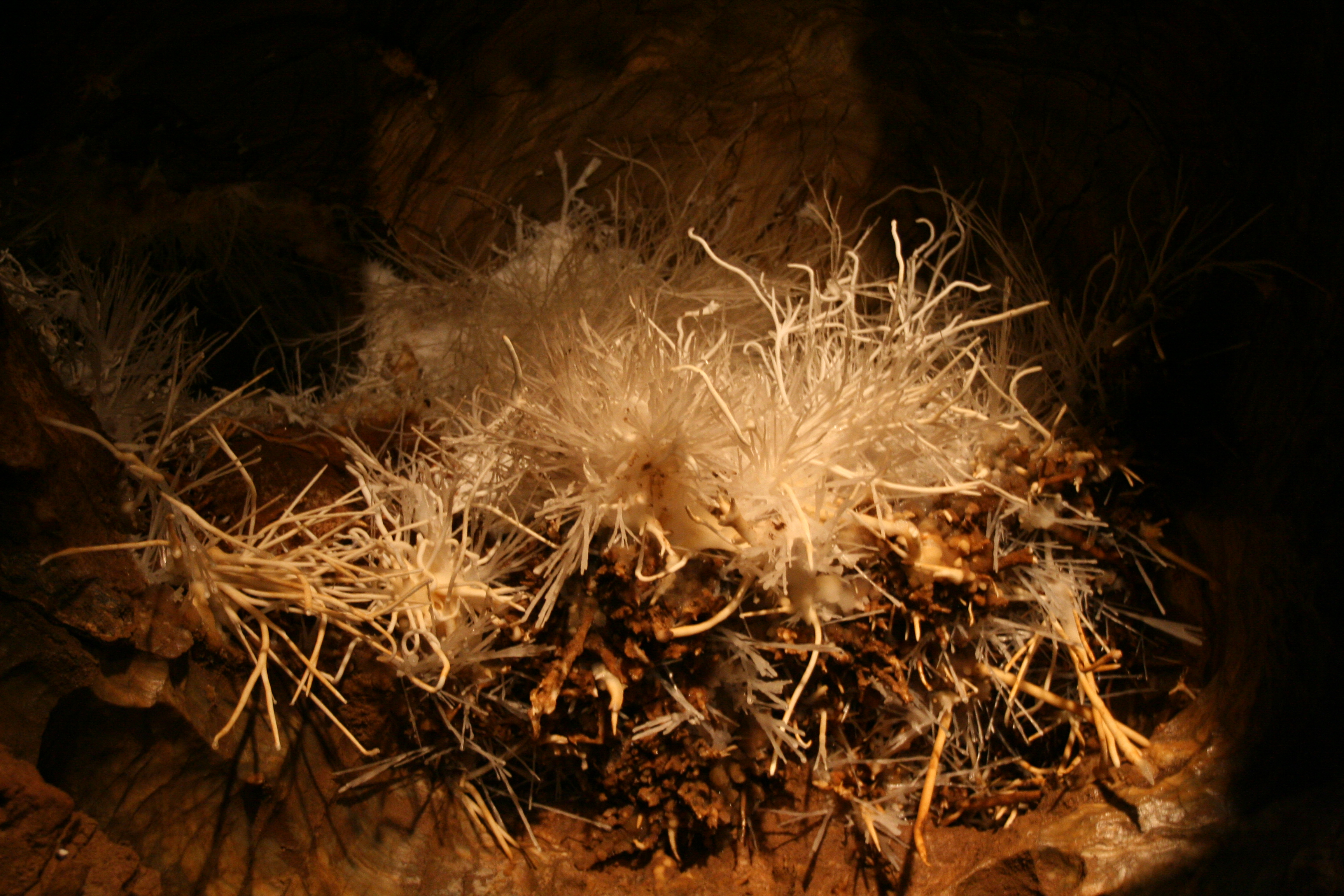
Aragonite albe
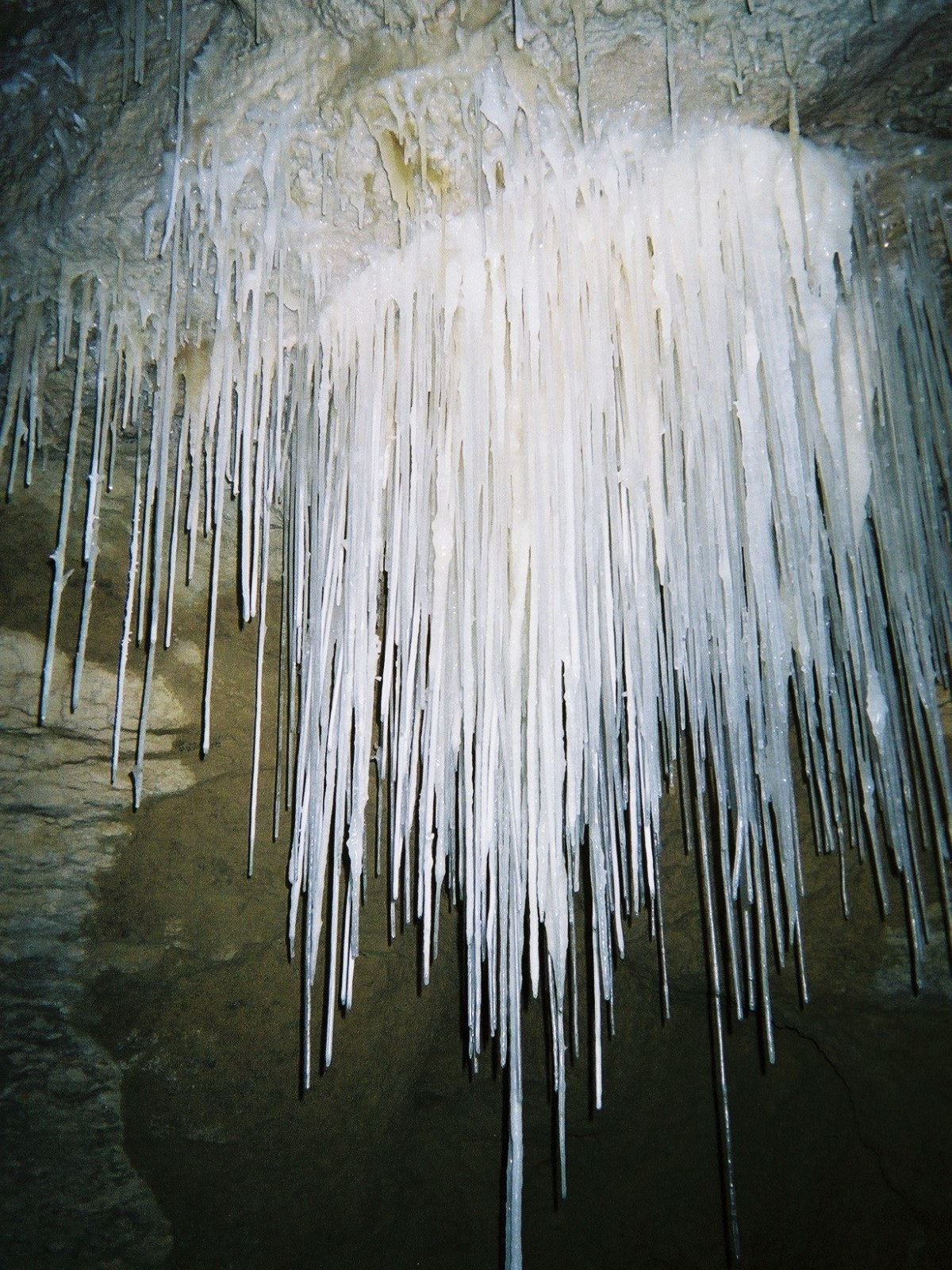
Straws stalactite macaroane.

## Locuitorii peșterilor
Între om și peșteră a existat, din cele mai vechi timpuri, o relație specială. Omul primitiv a folosit peștera ca adăpost, loc de cult și de manifestare artistică.
În lume sunt foarte multe peșteri unde s-au descoperit schelete ale oamenilor primitivi. În trecutul îndepărtat între 100 000 și 35 000 de ani în urmă, Europa era populată de neanderthalieni. În România, urmele lor au fost descoperite în Peștera Muierilor, vechi de 39 000 de ani sau urma de picior pietrificată în Peștera Ghețarul de la Vârtop, veche de 62000 de ani.
Acum 40 000 de ani intră în Europa, Homo sapiens care l-a înlocuit treptat pe Omul de Neanderthal. În 2002, într-o peșteră din Munții Aninei, a fost descoperită o mandibulă veche de circa 40 000 de ani, un craniu aproape complet cu 14 000 de ani mai tânăr. Foarte inspirat ei au fost botezați Ion și Vasile.
Civilizația s-a născut în peșteră, dovadă stă și prima formă de manifestare artistică a omului ajunsă până la noi. Picturi și sculpturi descoperite în peșteri din aproape toată Europa. Peșterile de la Lascaux, Franța, conțin 600 de animale și simboluri desenate sau pictate și un singur chip de om. Grotte des Trois-Frères, din sudul Franței, conține picturi de figuri umane, inclusiv misteriosul "vrăjitor" - jumătate om, jumătate cal. Peștera Altamira, în Spania, are tavanul acoperit de picturi, mai ales de bizoni. În România au fost descoperite în Peștera Cuciulat frumoase picturi reprezentând un căluț, o panteră și o siluetă umană.
Toate miturile și religiile de pe Pământ au ceva legat de peșteră, în special originea divinităților e plasată adesea într-o peșteră. Mai recent, creștinismul plasează nașterea lui Isus într-o peșteră din Nazaret.
În evul mediu, din cauza superstițiilor, omul se îndepărtează de peșteră, o ignoră, o evită, apoi se teme de ea, asemănând-o cu lumea subterană a bibliei, cu infernul.
În prezent, peste 30 de milioane de chinezi locuiesc în peșteri, mai mult decât întreaga populație a Arabiei Saudite.

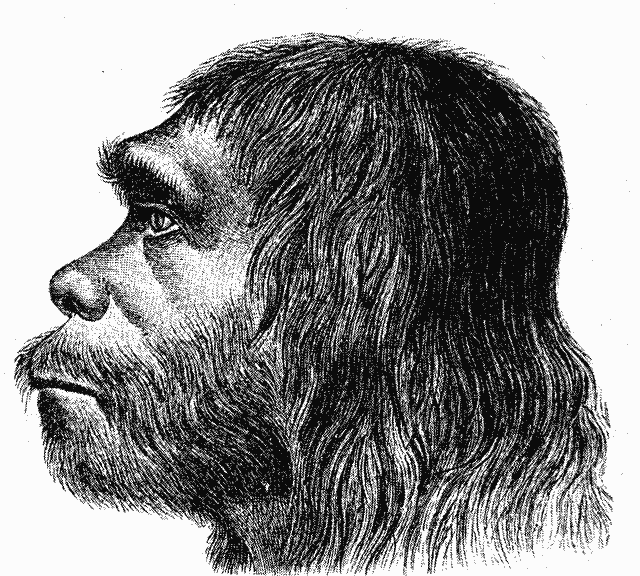
Fața schițată a Neanderthalului
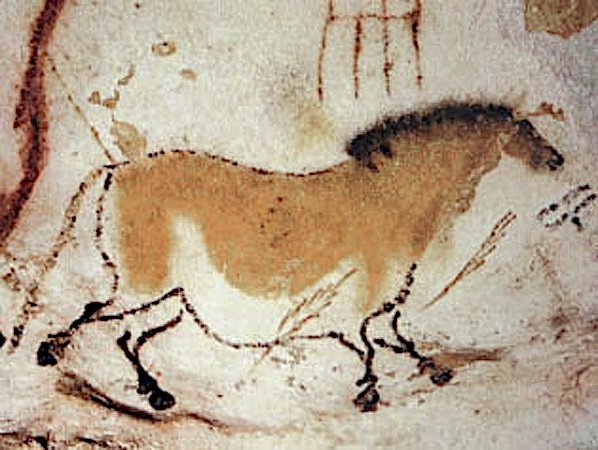
Cal pictat în peștera Lascaux
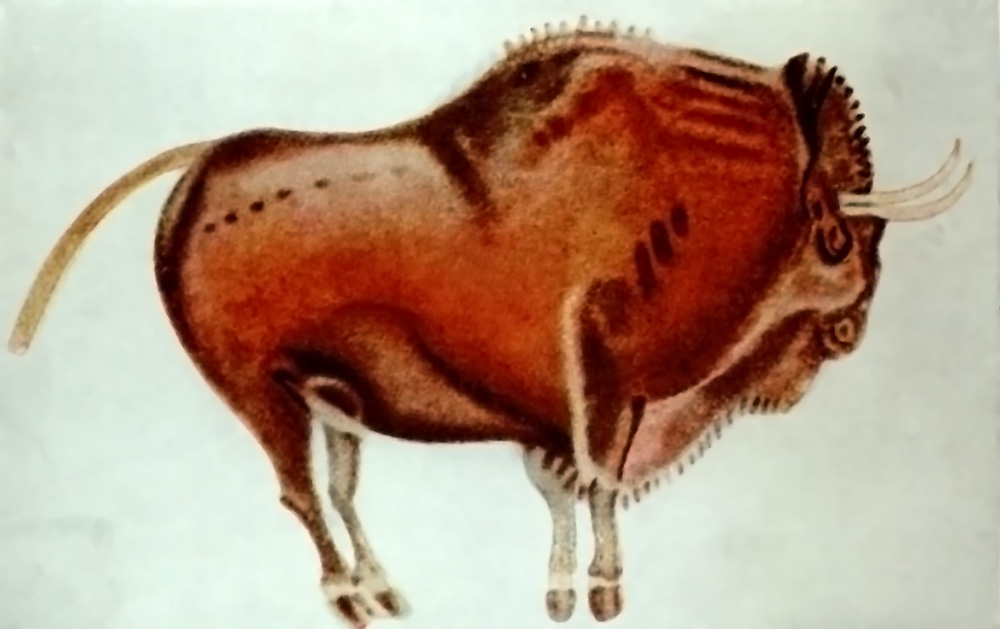
Bizon pictat în Altamira
Pictura rupestră Căluțul de la Cuciulat

## Biospeologie
Cu toate condițiile aspre din peșteră, întuneric, frig, umezeală, unele plante și animale s-au adaptat mediului de viață subteran. Cu studiul vieții în peșteri se ocupă biospeologia fondată în 1920 de savantul român Emil Racoviță care înființează la Cluj primul institut de biospeologie din lume.
Viețuitoarele care trăiesc în peșteri sunt împărțite în trei categorii:
Trogloxene sunt plante și animale ajunse accidental în peșteri; de obicei sunt găsite în zona vestibulară: insecte, scorpioni, mici rozătoare, broaște, șerpi, șopârle, melci...
Troglofile sunt plante și animale care folosesc peștera doar ocazional - pentru reproducere, adăpost sau hibernare cum ar fi liliecii, mamifere mai mari care caută culcuș: iepuri, vulpi, urși, jderi, care vânează lilieci, vidre în peșterile active...
Troglobionte sunt plante și animale complet adaptate vieții cavernicole: alge, coleoptere, diptere, arahnide, crustacee...

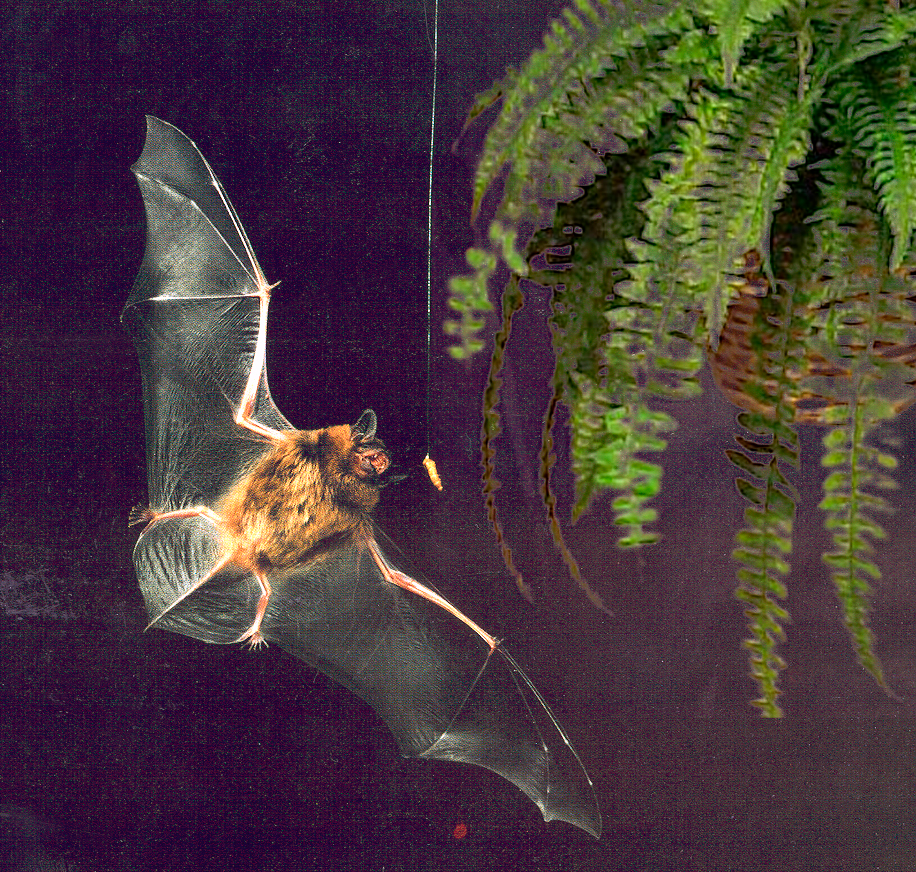
Liliac
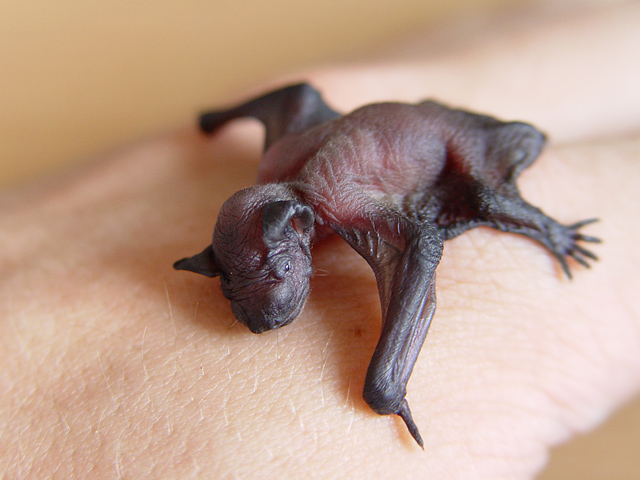
Liliac nounăscut, Pipistrelus pipistrelus.
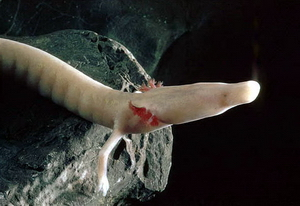
Proteus anguinus

## Recorduri și descoperiri celebre
| Peșteră                       | Locație                             | Detalii                                                                                     |
| ----------------------------- | ----------------------------------- | ------------------------------------------------------------------------------------------- |
| Sistemul Mammoth Cave         | Kentucky, SUA                       | Cel mai lung sistem de peșteri - 591 km încăperi și galerii                                 |
| Veryovkina                    | Georgia                             | Cea mai adâncă - 2204 m. Descoperită în 1968                                                |
| Sarawak Chamber               | Parcul Național Gunung Mulu Sarawak | Cea mai mare încăpere - 600 m lungime, 70 m înălțime, 400 lățime                            |
| Cueva San Martin Infierno     | Cuba                                | Cea mai înaltă stalagmită - 67,2 m                                                          |
| Them Sao Hin                  | Thailanda                           | Cea mai înaltă coloană - 61,5 m                                                             |
| Qumran                        | Marea Moartă, Iordania              | Descoperirea Manuscriselor de la Marea Moartă                                               |
| Peștera de jos Chou-k'ou Tien | Beijing, China                      | Sit arheologic unde a fost descoperit "omul de Pekin", cea mai veche fosilă de Homo erectus |

## Peșterile din România
În România există peste 12.000 de peșteri, unele deschise publicului, iar altele rezervate doar studiului și cercetării specialiștilor.
Printre cele mai cunoscute se află: Peștera Muierii, Peștera Scărișoara, Peștera Urșilor, Peștera Vântului, Peștera Piatra Altarului, Peștera Gura Dobrogei, Peștera Limanu.
Un sistem unic și original folosit la inventarierea peșterilor din România îl constituie cadastrul peșterilor, care reprezintă bază de date ce este găzduită de Institutul de Speologie "Emil Racoviță" în cadrul compartimentului Carstonomie, Cadastru și Protecția Carstului.
În 1969 a apărut primul catalog al acestor peșteri denumit Harta regiunilor carstice din România.
În 1976, sub îndrumarea lui Marcian Bleahu și a lui Ioan Povară, a fost întocmit Catalogul peșterilor din România, ce cuprindea circa 2.000 de cavități.
Un alt catalog de profil a fost publicat în 1982 de C. Goran sub titlul Catalogul sistematic al peșterilor din România.
Depozitarul legal și instituționalizat al informațiilor speologice la nivel național este Cadastrul Carstului din România, înființat în 1978.